# 거창고속
거창고속(居昌高速)은 경상남도 거창군의 시외·농어촌버스 운행 업체이다. 본사는 거창군 거창읍 강남로 236에 있다.
1980년 설립했으며, 설립 당시의 사명은 거창여객이었고, 2000년 11월 부도 이후 아림고속으로 바뀌었다가 2007년에 현재의 사명으로 변경했다.

## 운행 노선

### 시외버스
시외버스
2024 년 7월 기준이다.
| 운행업체 | 보유 노선수 | 보유 노선수 | 보유 노선수 | 보유 노선수 | 면허 대수 | 면허 대수 | 면허 대수 | 면허 대수 | 면허 대수 | 면허 대수 |
| -------- | ----------- | ----------- | ----------- | ----------- | --------- | --------- | --------- | --------- | --------- | --------- |
| 운행업체 | 노선 합계   | 직행        | 일반        | 고속        | 대수 합계 | 직행      | 일반      | 고속      | 우등      | 예비      |
| 거창고속 | 43          | 43          | -           | -           | 65        | 65        | 34        | -         | 15        | 10        |

거창 출발 노선
- 거창 (↔안의) ↔ 서울남부터미널(경원여객과 공동 배차)
- 거창 ↔ 동서울
- 거창 ↔ (→ 안의 →) 함양 ↔ 수원 ↔ 안산 ↔ 인천[4]
- (거창 ↔) 가조 ↔ 고령 ↔ 대구 서부 정류장
- 거창 ↔ 봉산 ↔ 권빈 ↔ 묘산 ↔ 분기 ↔ 쌍림(귀원) ↔ 고령 ↔ 대구 (완행)[5]
- 거창 ↔동대구↔구미[6]
- 거창↔가조↔대구 서부 정류장
- 거창 ↔ 야로 ↔ 가야 ↔ 해인사[7]
- 거창 ↔ 웅양 ↔ 적하 ↔ 지레 ↔ 대덕 ↔ 김천
- 거창 ↔ (안의 ↔ 수동 ↔) 함양 ↔ 대전
- 거창 ↔ (안의 ↔ 수동 ↔) 함양 ↔ 진주 (직통과 완행으로 나뉨)
- 거창 ↔ 함양 ↔ 인천 ↔ 인천국제공항[8]
- 거창↔ 김천구미역[9]

함양 출발 노선
- 함양 ↔ 수동 ↔ 생초 ↔ (양촌 ↔) 산청 ↔ 원지 ↔ 진주[10]
- 함양 ↔ (수동 ↔ 안의 ↔) 거창 ↔ 김천
- 함양 ↔ 거창 ↔ 대구
- 함양 ↔ 수원 ↔ 안산 ↔ 인천
- 함양 ↔ 대전
- 함양 ↔ 거창 ↔ 남부터미널

진주 출발 노선
- 진주 ↔ 마산
- 진주 ↔ 마산 ↔ 창원(진해)
- 진주 ↔ 원지 ↔ 산청 ↔ 생초 ↔ 수동 ↔ 함양[11] ↔ 안의[12] ↔ 거창
- 진주 ↔ 원지 ↔ 단계 ↔ 가회 ↔ 대병
- 진주 ↔ 사천 ↔ 상리 ↔ 고성
- 진주 ↔ 개양 ↔ 문산 ↔ 금곡 ↔ 개천 ↔ 마암 ↔ 배둔 ↔ 고성
- 진주 ↔ 개양 ↔ 문산 ↔ 금곡 ↔ 개천 ↔ 봉치

김천 출발 노선
- 김천 ↔ 거창 ↔ 함양 ↔ 진주
- 김천 ↔ 거창 ↔ 진주
- 김천 ↔ 추풍령 ↔ 황간 ↔ 금강 ↔ 대전
- 김천 ↔ 대전복합 ↔ 남서울

대구 출발 노선
- 대구 ↔ 거창 ↔ 함양[13]
- 대구 ↔ 고령 ↔ 가조 (↔[14] 거창)
- 대구 ↔ 고령[15] ↔ 분기 ↔ 야로 ↔ 가야 ↔ 해인사
- 대구 ↔ 고령[16] ↔ 쌍림(귀원) ↔ 분기 ↔ 묘산 ↔ 권빈 ↔ 봉산 ↔(신원 ↔)거창
- 대구 ↔ 고령[15] ↔ 쌍림(귀원) ↔ 안림 ↔ 쌍책 ↔ 초계
- 동대구 ↔ 거창[6]

대전 출발 노선
- 대전 ↔ 함양 ↔ (안의 ↔) 거창
- 대전 ↔ 금강 ↔ 황간 ↔ 추풍령 ↔ 김천 ↔ 지례 ↔ 대덕 ↔ 적하 ↔ 웅양 ↔ 거창
- 대전 ↔ 서울남부터미널[17]

구미 출발 노선
구미↔동대구↔거창

### 시내버스
- 76번 : 사천터미널 ↔ 중항리(흥사리,가화리)

## 보유차량
기아
- 기아 뉴 그랜버드 파크웨이
- 기아 뉴 그랜버드 블루스카이
- 기아 뉴 그랜버드 슈퍼 프리미엄 션샤인

현대자동차
- 현대 유니버스 익스프레스 노블
- 현대 그린시티
- 현대 E-에어로타운
- 현대 유니시티
- 현대 뉴 프리미엄 유니버스 익스프레스 프라임

## 운영에 대한 오해
거창고속이 거창군 가조면과 위천면을 경유하는 것에 대해 거창군의 농어촌버스로 오해하는 경우가 있다. 다른 기점이나 종점으로 향할 때 일부 경유하는 경우는 있으나 거창군 내에서 농어촌버스로 운영되고 있지는 않다. 거창고속이 거창군 내 구간을 운행하는 경우는 아래와 같다.
- 거창 ↔ 가조 ↔ 대구
- 대구 ↔ 거창 ↔ 수승대(위천)